# Ocean's Eleven
Ocean's Eleven er en amerikansk film fra 2001, instrueret af Steven Soderbergh. Den er bl.a. med George Clooney, Brad Pitt og Julia Roberts i hovedrollerne. Filmen er en genindspilning af en film (dansk titel "Elleve i Las Vegas") fra 1960 af samme navn og med Frank Sinatra (som Daniel Ocean), Dean Martin og Sammy Davis Jr. i hovedrollerne.

## Handling
Daniel Ocean er lige kommet ud af fængslet og har nu planlagt at røve tre kasinoer ejet af den samme mand – nemlig hans ekskones nye kæreste, Terry Benedict. Han slår sig sammen med en tidligere kompagnon og finder et crew, der kan fuldføre den temmelig umulige opgave. En stor plan lægges, og snart er Terry Benedict frarøvet ca. 160 millioner dollars samt den skønne Tess.
Filmen er et sandt virvar af kompleks indfiltrede historier, der til sidst ender med at blive opklaret for seeren.

## Medvirkende
- George Clooney som Daniel "Danny" Ocean
- Brad Pitt som Rusty Ryan (Ocean's eleven: medkompagnon)
- Matt Damon som Linus Caldwell (Ocean's eleven: ekstra)
- Andy Garcia som Terry Benedict (konkurrenten)
- Julia Roberts som Tess Ocean (Daniel Ocean's ekskone)
- Casey Affleck som Virgil Malloy (Ocean's eleven: diverse)
- Scott Caan som Turk Malloy (Ocean's eleven: diverse)
- Shaobo Qin som Yen (Ocean's eleven: akrobat)
- Bernie Mac som Frank Catton (Ocean's eleven: casinomedarbejder)
- Don Cheadle som Basher Tarr (Ocean's eleven: sprængning)
- Carl Reiner som Saul Bloom (Ocean's eleven: erfaring)
- Eddie Jemison som Livingston Dell (Ocean's eleven: teknik)
- Elliott Gould som Reuben Tishkoff (kapitalindehaver)

## Andet
I filmen blev der brugt en af Elvis Presleys mindre kendte sange. Det var A Little Less Conversation som fik en genopblomstring året efter, hvor den opnåede stor succes i en remixet udgave, hvor den hollandske DJ Tom Holkenborg, under kunstnernavnet Junkie XL, lavede en bearbejdet version til en reklame for "Nike" i forbindelse med VM i fodbold. Denne reklamefilm blev så godt modtaget, at man valgte at udsende denne remixede udgave af den gamle sang som single den 10. juni 2002, hvor den strøg lige til top på alverdens hitlister.